# Merișoru (okręg Marusza)
Merișoru (węg. Bugusalja) – wieś w Rumunii, w okręgu Marusza, w gminie Papiu Ilarian. W 2011 roku liczyła 105 mieszkańców.